# Campionati italiani assoluti di scherma del 1939
I Campionati italiani assoluti di scherma del 1939 sono stati organizzati dalla Federazione Italiana Scherma.
Nel fioretto, si sono aggiudicati i titoli dei campionati italiani Ciro Verratti e Velleda Cesari, entrambi alla loro prima affermazione.
Il titolo della spada è andato a Saverio Ragno, alla quinta affermazione.
Nella sciabola Vincenzo Pinton ha vinto il titolo nazionale maschile, bissando il titolo del 1936, .

## Podi

### Uomini
| Specialità  | Oro             | Argento | Bronzo |
| Individuali |                 |         |        |
| Fioretto    | Ciro Verratti   | -       | -      |
| Spada       | Saverio Ragno   | -       | -      |
| Sciabola    | Vincenzo Pinton | -       | -      |

### Donne
| Specialità  | Oro            | Argento | Bronzo |
| Individuali |                |         |        |
| Fioretto    | Velleda Cesari | -       | -      |